# سیارک ۵۷۳۵۹
سیارک ۵۷۳۵۹ (به انگلیسی: 57359 Robcrawford، نامگذاری:2001RC) پنجاه و هفت هزار و سیصد و پنجاه و نهمین سیارک کشف شده‌است که در ۱ سپتامبر ۲۰۰۱ کشف شد.